# Acronicta suffusa
Acronicta suffusa là một loài bướm đêm trong họ Noctuidae.